# Олга Бузова
Олга Бузова (рус. Ольга Игоревна Бузова; 20. јануар 1986, Лењинград) руска је манекенка, певачица и телевизијска личност.

## Биографија
Родила се 20. јануара 1986. у Лењинграду, данашњем Санкт Петербургу. Најпознатија је по појављивању у руском ријалити-шоу програму Дом-2(Кућа 2).

## Приватни живот
Јуна 2012, удала се за руског фудбалера Дмитрија Тарасова.